# Netelia nomurai
Netelia nomurai är en stekelart som beskrevs av Konishi 2005. Netelia nomurai ingår i släktet Netelia och familjen brokparasitsteklar. Inga underarter finns listade i Catalogue of Life.